# Legnotomyia leyladea
Legnotomyia leyladea är en tvåvingeart som beskrevs av Efflatoun 1945. Legnotomyia leyladea ingår i släktet Legnotomyia och familjen svävflugor.
Artens utbredningsområde är Egypten. Inga underarter finns listade i Catalogue of Life.